# Kuhkopf (Naturschutzgebiet)
Koordinaten: 50° 40′ 7″ N, 10° 7′ 30″ O
Das Naturschutzgebiet Kuhkopf liegt im Wartburgkreis in Thüringen. Das Gebiet erstreckt sich nördlich von Diedorf und südlich von Neidhartshausen – beide Ortsteile der Gemeinde Dermbach. Westlich des Gebietes fließt die Felda, ein linker Nebenfluss der Werra, und verlaufen die B 285 und die Landesstraße L 1122. Unweit östlich des Gebietes erhebt sich der 552 Meter hohe Kuhkopf.

## Bedeutung
Das	37,4 ha große Gebiet mit der Kennung 238 wurde im Jahr 1990 unter Naturschutz gestellt. 